# Ти јуриш!
Ти јуриш! (енгл. Tag) америчка је филмска комедија из 2018. године у режији Џефа Томшића. Темељи се на истинитој причи коју је објавио The Wall Street Journal о групи мушкараца који сваке године од детињства играју шугице током месец дана.
Приказан је 15. јуна 2018. године у САД, односно 28. јуна у Србији. Добио је помешане рецензије критичара и зарадио 78 милиона долара широм света.

## Радња
Сваког месеца у години, петоро пријатеља који се воле такмичити, играју се шугице од првог разреда школе — ризикујући и посао и властите односе. Ове године игра се подудара с датумом венчања јединог непораженог играча, што би га напокон требало учинити лаком метом. Али он зна да они долазе и спреман је.

## Улоге
| Глумац                | Улога             |
| --------------------- | ----------------- |
| Ед Хелмс              | Хоган Малој       |
| Џејк Џонсон           | Ренди Силијано    |
| Џон Хам               | Боб Калахан       |
| Ханибал Бурес         | Кевин Сејбл       |
| Џереми Ренер          | Џери Пирс         |
| Анабела Волис         | Ребека Крозби     |
| Ајла Фишер            | Ана Малој         |
| Рашида Џоунс          | Шерил Дикинс      |
| Лесли Биб             | Сузан Ролинс      |
| Стив Берг             | Луис              |
| Нора Дан              | Линда             |
| Брајан Денехи         | господин Силијано |
| Томас Мидлдич         | Дејв              |
| Лил Рел Хаури         | Реџи              |
| Себастијан Манискалко | пастор            |
| Кари Браунстајн       | терапеут          |